# Bibby Stockholm
Bibby Stockholm, una barcaza sin motor, es un buque de alojamiento propiedad de la compañía de operaciones marítimas y de envío Bibby Line.

## Historial operativo
El barco fue construido en 1976 y está registrado en Barbados. Fue convertido en una barcaza de alojamiento en 1992. Anteriormente era conocido como Floatel Stockholm y Dino I.
Desde 1994 hasta 1998, se utilizó para albergar a personas sin hogar, incluidos algunos solicitantes de asilo, en Hamburgo, Alemania.
En 2005, comenzó a ser utilizado por los Países Bajos para detener a solicitantes de asilo en Rotterdam.  En 2008, un solicitante de asilo residente en el Bibby Stockholm murió de un paro cardíaco debido a repetidas negligencias en la prestación de atención médica adecuada.
En 2013, la barcaza fue utilizada por Petrofac como alojamiento para trabajadores de construcción en la planta de gas de Shetland. Durante este tiempo, estuvo atracada en Lerwick, Escocia. En 2015, un hombre de Saltcoats, Ayrshire, llamó a la Guardia Costera del Reino Unido para informar que se habían colocado dos bombas en las barcazas: el buque de alojamiento Gemini y el Bibby Stockholm. Admitió un cargo de comportamiento amenazante o abusivo y fue condenado a seis meses de vigilancia electrónica. La barcaza fue finalmente remolcada desde Lerwick por el remolcador chipriota Mustang el 31 de mayo de 2017, aunque había estado sin usar durante más de un año. Posteriormente fue remolcada a la isla danesa de Bornholm.
En agosto de 2017, hubo algunas discusiones por parte de una empresa de administración de propiedades para arrendar la barcaza y proporcionar alojamiento universitario para 400 estudiantes en Galway, Irlanda, junto con el Bibby Bergen. Sin embargo, el plan en general no resultó viable; los muelles existentes no eran adecuados y el Tribunal Supremo de Irlanda había dictaminado que dicho uso requeriría permiso de planificación.
En junio de 2018, la barcaza fue trasladada a Piteå, Suecia, para ayudar en la construcción del Parque Eólico de Markbygden. Permaneció allí hasta al menos 2019.

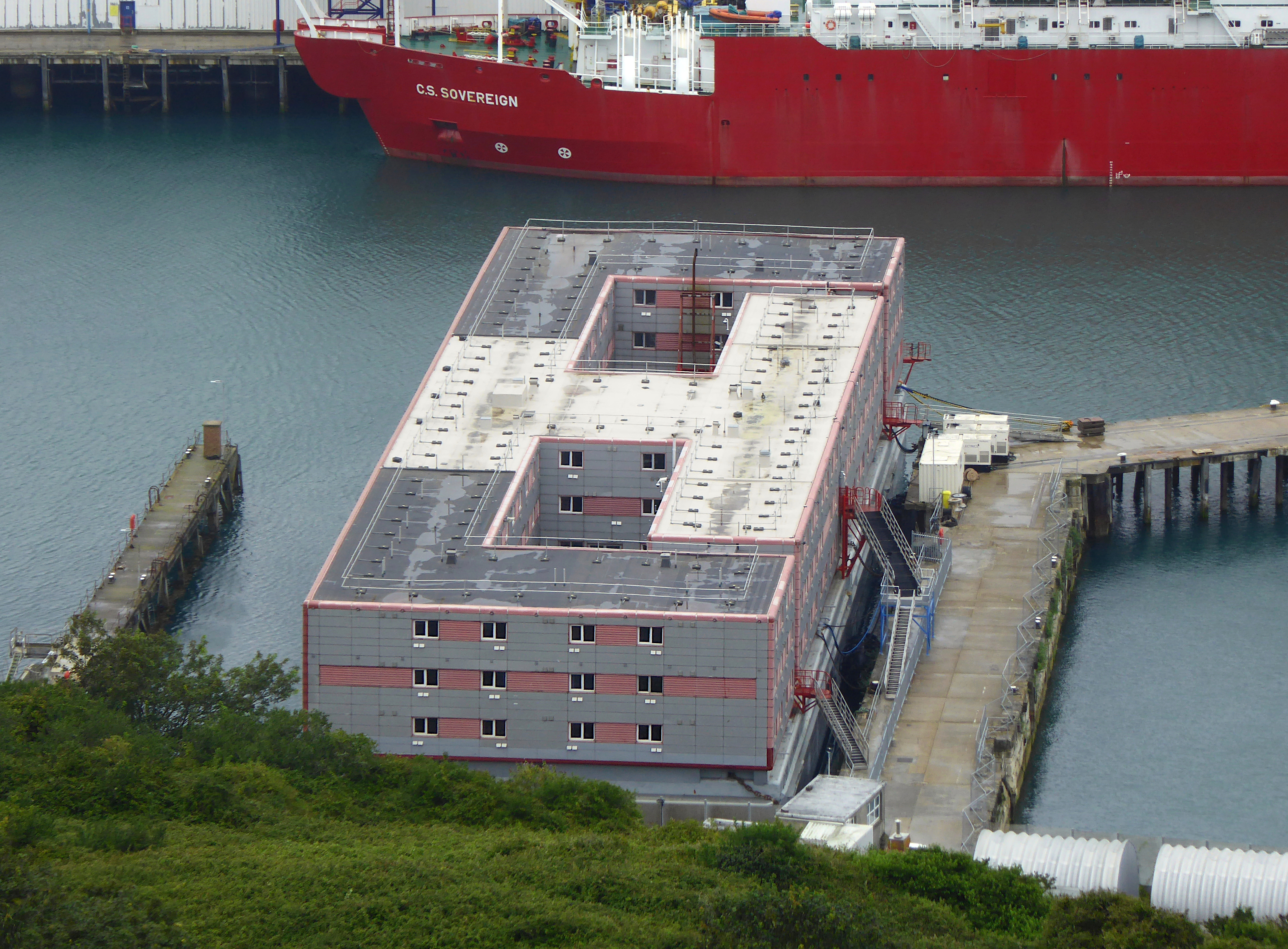
Bibby Stockholm en el puerto de Portland en 2023.

En abril de 2023, el Gobierno del Reino Unido anunció planes para utilizar el barco para albergar a solicitantes de asilo en el puerto de Portland en Dorset, porque "ofrecería un mejor valor para el dinero de los contribuyentes que los hoteles", en referencia a la factura de 5.6 millones de libras esterlinas para alojar a solicitantes de asilo en hoteles. Sin embargo, The Guardian informó en julio de 2023 que la barcaza solo representaría un ahorro trivial de costes. El plan es que la barcaza permanezca en el puerto durante al menos 18 meses, albergando a 506 solicitantes de asilo cuyas solicitudes de asilo ya están siendo consideradas por el gobierno. La barcaza también contaría con servicios de atención médica, instalaciones de catering y seguridad las 24 horas del día. Los planes han sido ampliamente rechazados por organizaciones humanitarias, el diputado local y las autoridades locales. El Consejo de Dorset exploró acciones legales para evitar que la barcaza llegara. En la mañana del 17 de julio de 2023, la barcaza partió de Falmouth hacia el puerto de Portland.
En julio de 2023, una carta abierta firmada por más de 50 ONG, miembros del parlamento y pares, instó al propietario de la barcaza, Bibby Marine, parte de Bibby Line, a reconocer los vínculos de su fundador, John Bibby, con el Comercio atlántico de esclavos y a poner fin a la práctica de albergar a solicitantes de asilo en sus embarcaciones.
El 19 de octubre, tres manifestantes de Just Stop Oil fueron arrestados después de obstruir un autobús que transportaba a los inmigrantes de regreso a la barcaza.
El 11 de diciembre, se informó que un solicitante de asilo a bordo de la barcaza había muerto. Poco después se desveló públicamente que se había suicidado.